# Auguste Arnould
Pour les articles homonymes, voir Arnould.
Auguste Jean François Arnould, né à Paris le 29 avril 1803 et mort à Saint-Pétersbourg le 8 mars 1854, est un poète, auteur dramatique, historien, romancier et essayiste français.

## Biographie
Il fait d'abord des études de droit pour devenir avocat mais ne s'en sentant pas la vocation, préfère se consacrer à la littérature.
Ses pièces ont été jouées dans les plus grandes scènes parisiennes du XIXe siècle : Théâtre du Vaudeville, Théâtre de la Porte-Saint-Martin, Théâtre de la Renaissance, Odéon-Théâtre de l'Europe, Comédie-Française etc.
Époux de l'actrice Jeanne-Sylvaine Plessy de la Comédie française, il meurt à Saint-Pétersbourg où il l'avait accompagné dans une tournée.

## Œuvres

### Théâtre
- La Vieille Fille et la Jeune Veuve, comédie en 1 acte et en vers, avec Fournier, 1829
- L'Homme au masque de fer, drame en cinq actes et en prose, avec Narcisse Fournier, 1831
- La Poupée ou l'Écolier en bonne fortune, comédie mêlée de couplets, avec Fournier, 1831
- Les Secrets de cour, comédie anecdotique en 1 acte et en prose, avec Fournier, 1831
- La Sœur cadette, comédie en 1 acte, en vers, avec Fournier, 1831
- Catherine II, comédie en trois actes et en prose, avec Lockroy, 1831
- La Rente viagère, comédie-vaudeville en 1 acte, avec Fournier, 1832
- Un mariage corse, comédie-vaudeville en 1 acte, avec Lockroy et Fournier, 1832
- C'est encore du bonheur ou Le prédestiné, comédie-vaudeville en 3 actes, avec Lockroy, 1833
- L'Interprète, comédie-vaudeville en 1 acte, avec Fournier, 1834
- Un mariage à rompre, comédie-vaudeville en 1 acte, avec Fournier, 1834
- Les Deux Reines, opéra-comique en 1 acte, avec Frédéric Soulié, 1835
- Le Frère de Piron, comédie vaudeville en 1 acte, avec Lockroy, 1836
- Les Jours gras sous Charles IX, drame historique en 3 actes, avec Lockroy, 1836
- La Vieillesse d'un grand roi, drame en 3 actes, avec Lockroy, 1837
- Huit ans de plus, drame en 3 actes, avec Fournier, 1837
- Les Suites d'une faute, drame en 5 actes, en prose, avec Fournier, 1838
- Claude Stocq, drame en 4 actes, précédé d'un prologue, avec Narcisse Fournier, 1839
- Un secret, drame en 3 actes, mêlé de couplets, avec Fournier, 1840
- La Fête des fous, drame en 5 actes, avec Fournier, 1841
- Le Dérivatif, comédie en 1 acte, mêlée de couplets, 1841
- La Maschera, opéra-comique en 2 actes, 1841
- Les Fiancées d'Herbesheim, avec Lockroy, 1842
- L'Extase, comédie en 3 actes, mêlée de chant, avec Lockroy et Alexandre Pierre Joseph Doche, 1843
- Un amant malheureux, comédie-vaudeville en 2 actes, 1844
- Une bonne réputation, comédie en 1 acte, en prose, 1845
- Le Droit d'aînesse, comédie-vaudeville en 1 acte, avec Fournier, 1845
- Les Ruines du château noir, drame en 9 tableaux, dont un prologue, avec Fournier et Henri Horace Meyer, 1867 (posthume)

### Histoire
- Struensée, ou la Reine et le Favori, 2 vol., 1833
- Alexis Petrowitch (histoire russe de 1715 à 1718), avec N. Fournier, 1835
- Crimes célèbres, 8 vol., avec Alexandre Dumas, Pier-Angelo Fiorentino, Narcisse Fournier et Félicien Mallefille, 1839-1840
- Fille, femme et veuve, 1841
- Adèle Launay, 1841
- Histoire de la Bastille depuis sa fondation (1374) jusqu'à sa destruction (1789), avec Auguste Maquet et Jules-Édouard Alboize de Pujol, 1844
- Les Jésuites depuis leur origine jusqu'à nos jours, histoire, types, mœurs, mystères, 1849
- Jeanne de Naples, 1854

### Poésie
- À la belle étoile, 1838
- Hégésippe Moreau. Le Myosotis, 1840
- La Roue de fortune, 1842

### Romans
- La Mère-folle, 1840
- Les Trois Aveugles, avec Lavergne, 1844
- Tout chemin mène à Rome, avec Alexandre de Lavergne, 1847
- Une lettre anonyme, 1849